# 阿罗约德洛汉科
阿罗约德洛汉科，是西班牙安达卢西亚自治区哈恩省的一个市镇。总面积57平方公里，总人口2388人（2001年），人口密度42人/平方公里。